# Église Saint-Abdon-et-Saint-Sennen de Labéjan
L'église Saint-Abdon-et-Saint-Sennen est une église située à Labéjan dans le département français du Gers.

## Description
L'église Saint-Abdon-et-Saint-Sennen a été bâtie sur une des plus hautes crêtes de l'Astarac, à près de 270 m d'altitude. Elle domine une grande place où se trouvent également le monument aux morts et une croix de la Passion. La rue principale du village se situe immédiatement à l'ouest, sur la suite de la crête. En contrebas au nord à quelques centaines de mètres on aperçoit la chapelle de Notre-Dame-des-Sept-Douleurs et le cimetière.
L'église est orientée, donc avec le clocher à l'ouest et l'abside à l'est-sud-est. Le portail d'entrée de la nef est sur le côté sud, sous un porche, ainsi qu'une petite porte d'accès au clocher.

## Histoire
Construite au XVIe siècle, l'église reprend l'emplacement d'un ancien bâtiment de même nature. Plusieurs dates apparaissent en divers endroits de l'édifice, indiquant différentes campagnes de travaux : 1561 dans l'église, et 1568 et 1589 sur le clocher. Elle est en tout cas réputée avoir été consacrée le 14 février 1548, soit deux jours après la cathédrale Sainte-Marie d'Auch, en présence de Marthe, comtesse d'Astarac ainsi que des autres prélats présents à Auch.
L'église subit d'importants remaniements aux XVIIIe et XIXe siècles, avec notamment la démolition de l'ancien porche en 1874.
Propriété de la commune, l'église est inscrite comme monument historique le 8 août 1962.
Les deux cloches datent de 1717. Sur la plus grosse, qui pèse 650 kg, ont été gravés les noms des 17 habitants de la commune morts durant la Première Guerre mondiale.
L'église est dédiée à Abdon et Sennen, deux martyrs chrétiens du IIIe siècle.

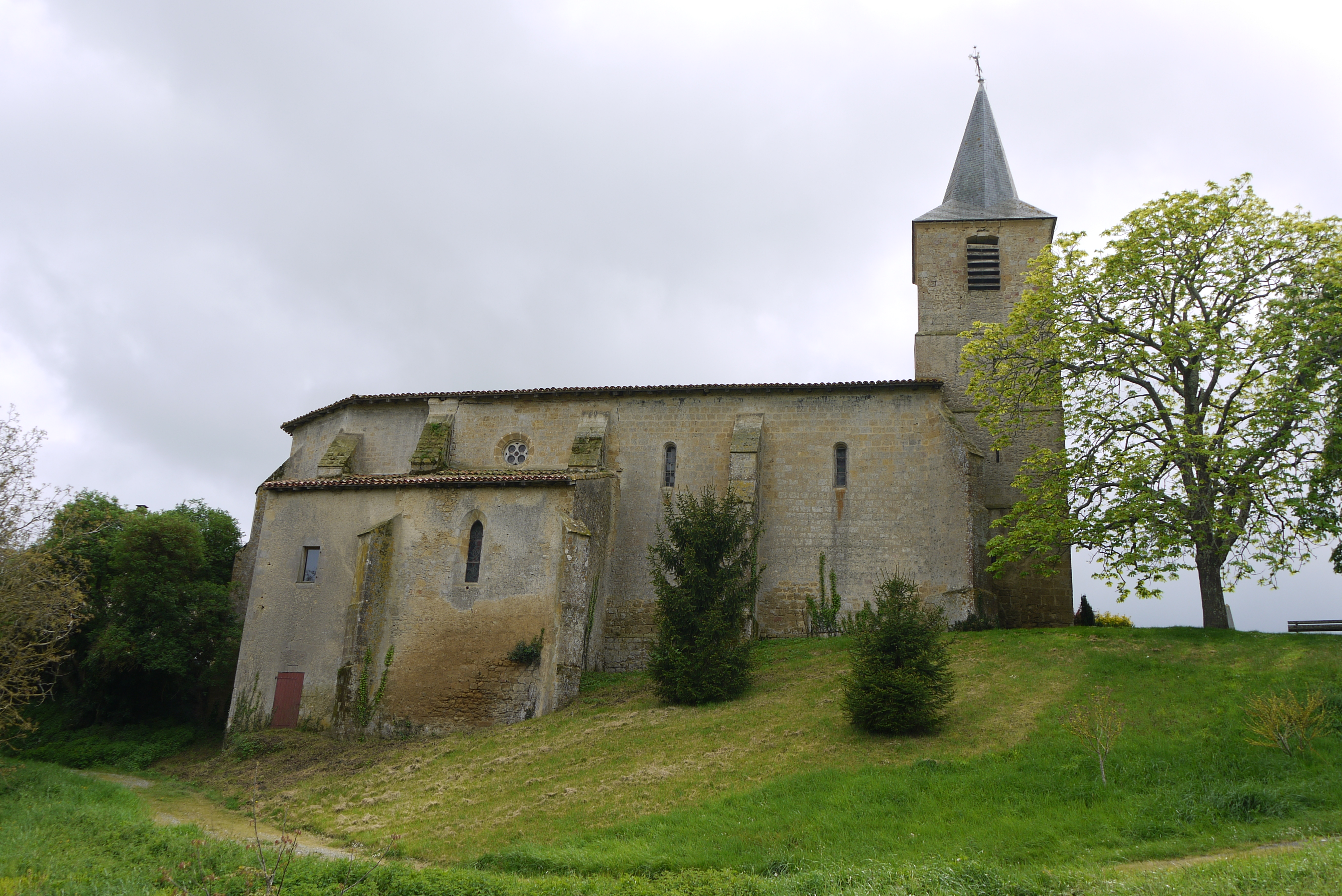
La face nord.
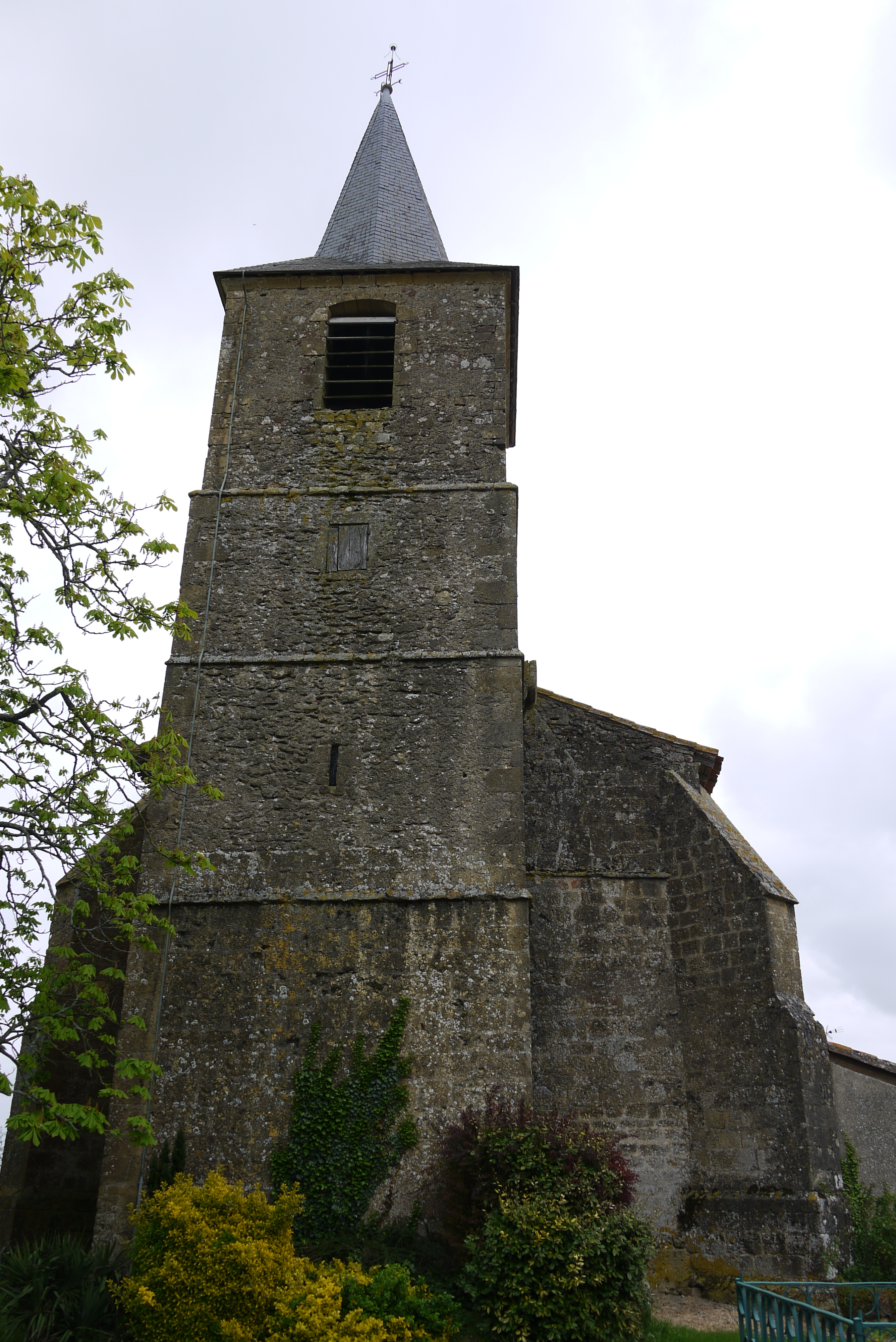
Le clocher.
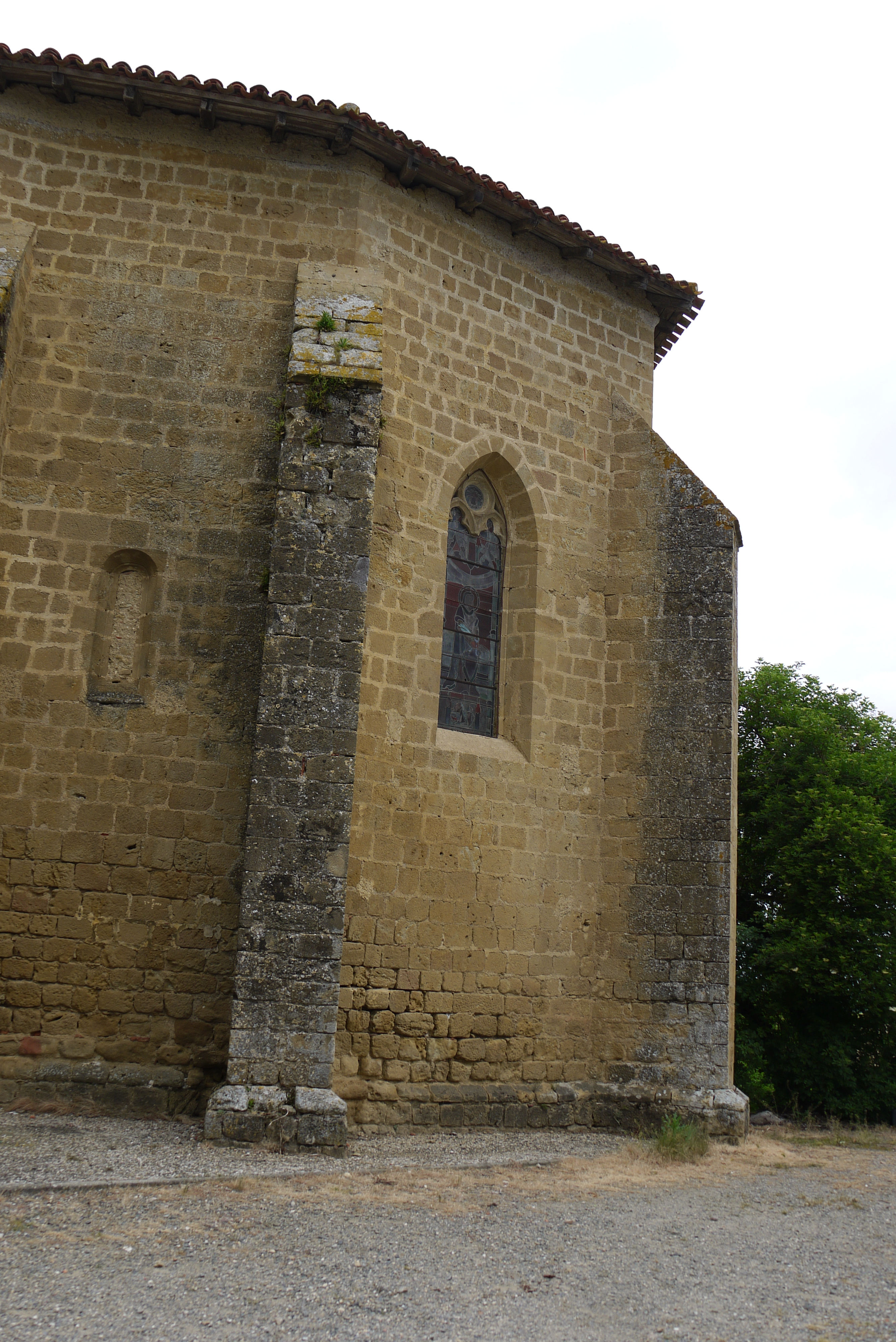
L'abside.
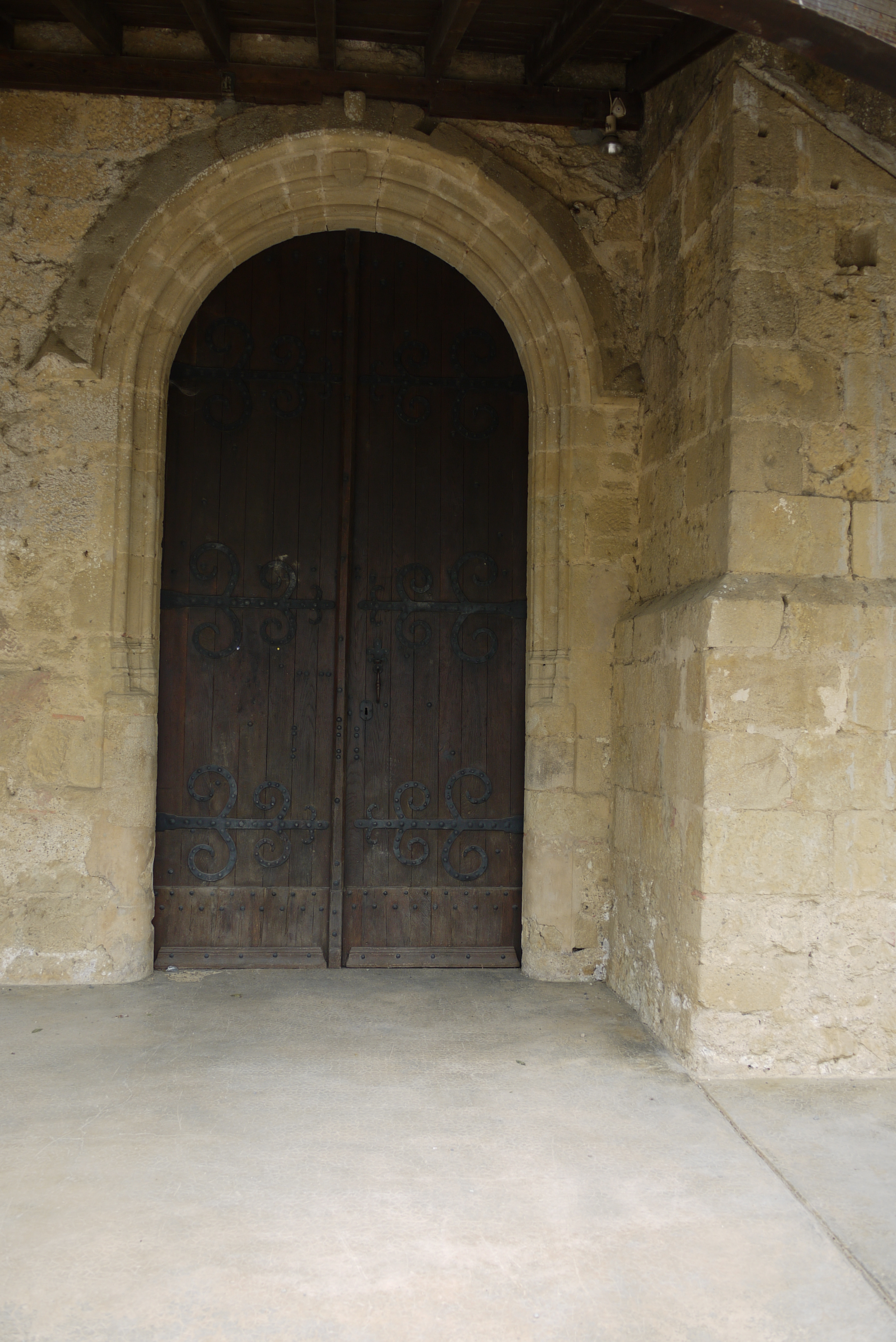
Le portail sous le porche.

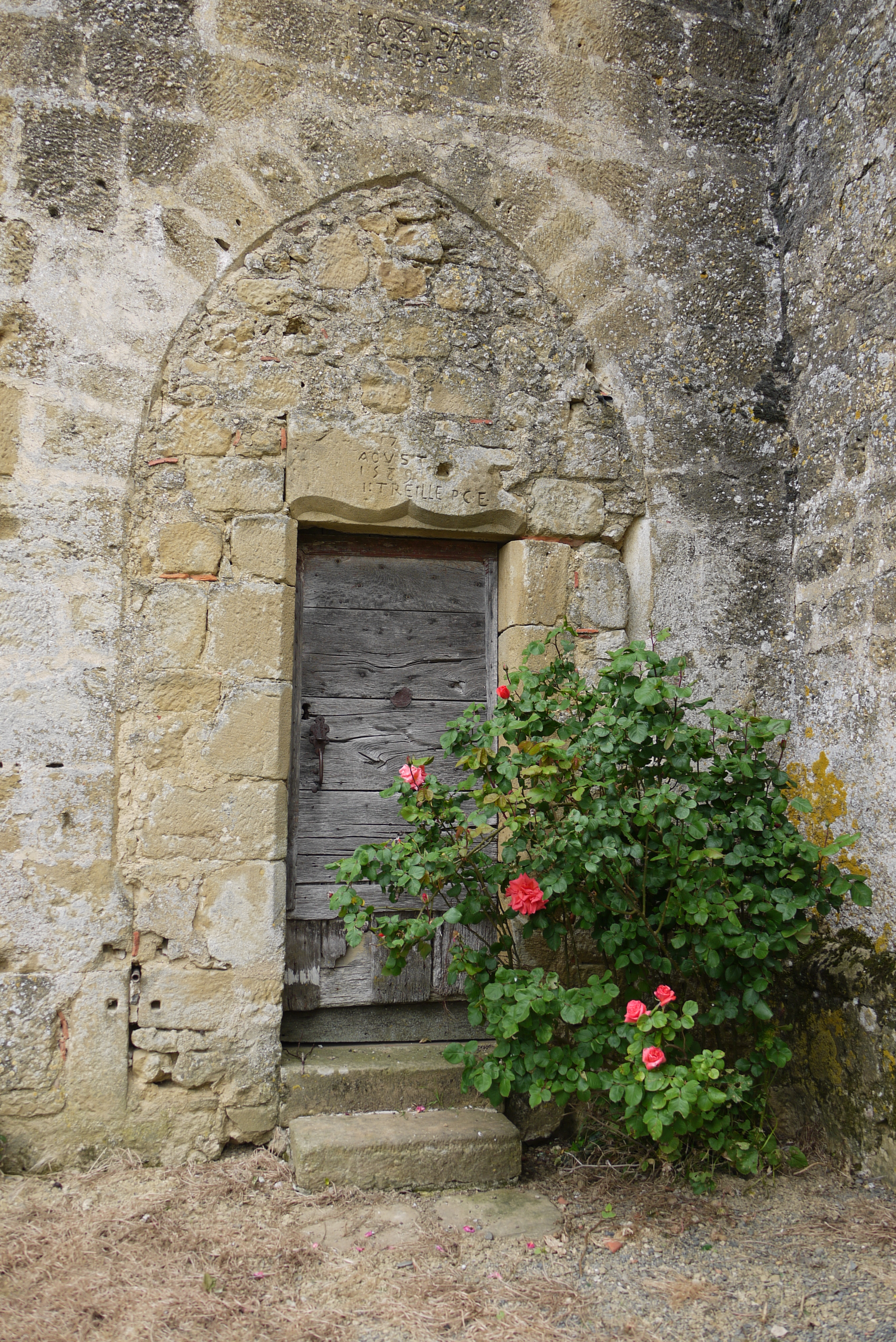
La porte du clocher.
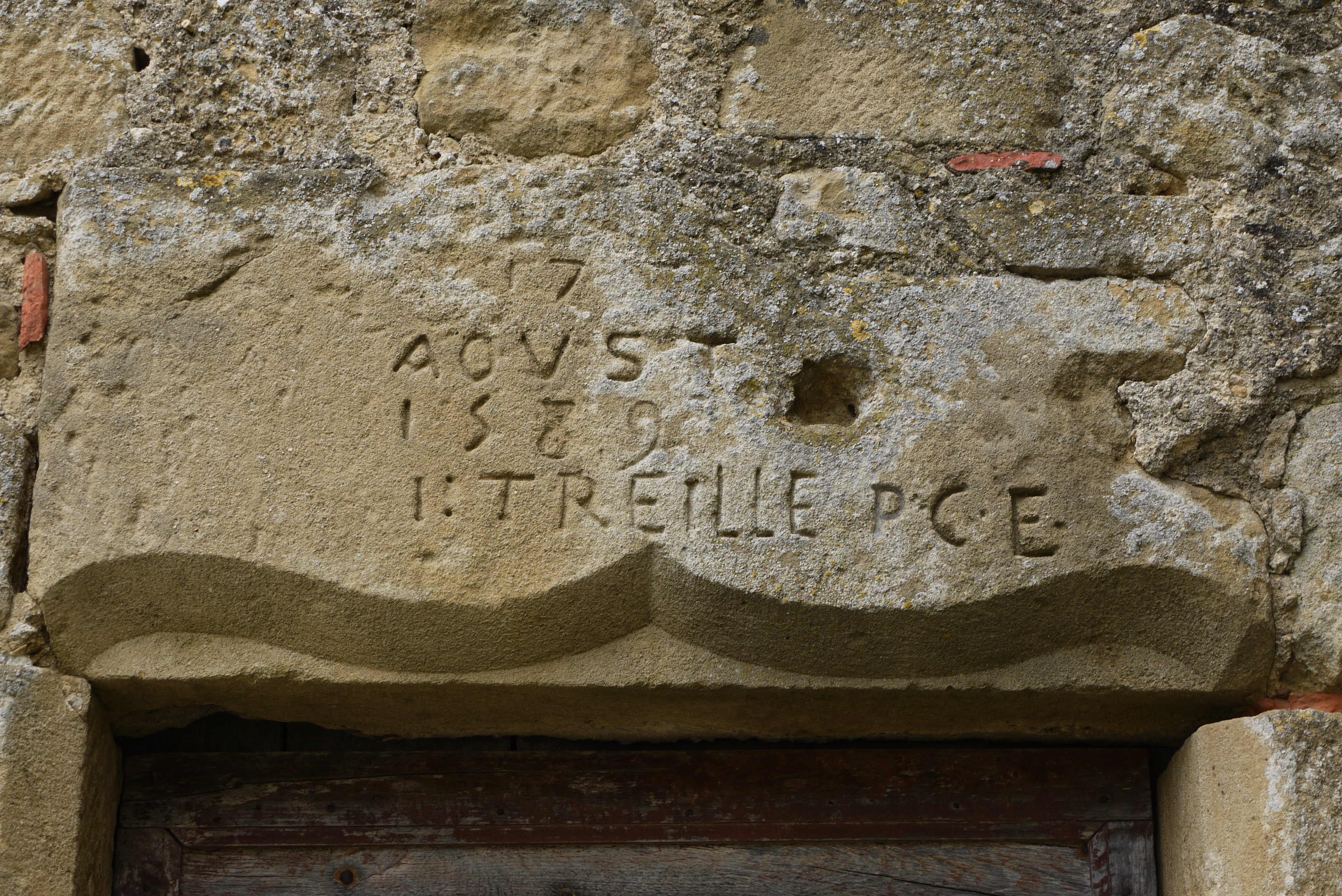
Le linteau de la porte du clocher.
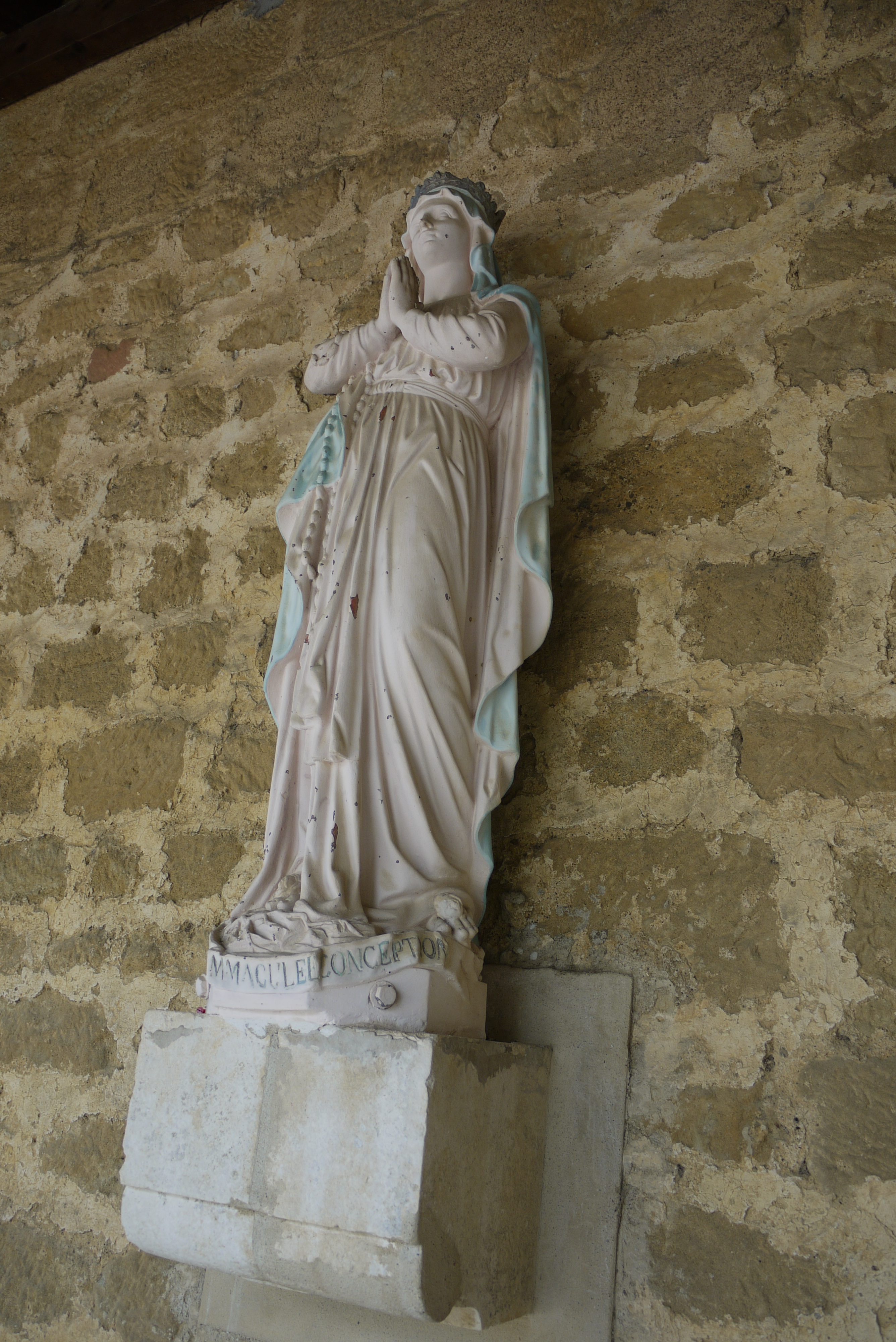
Une statue de l'Immaculée Conception sous le porche.
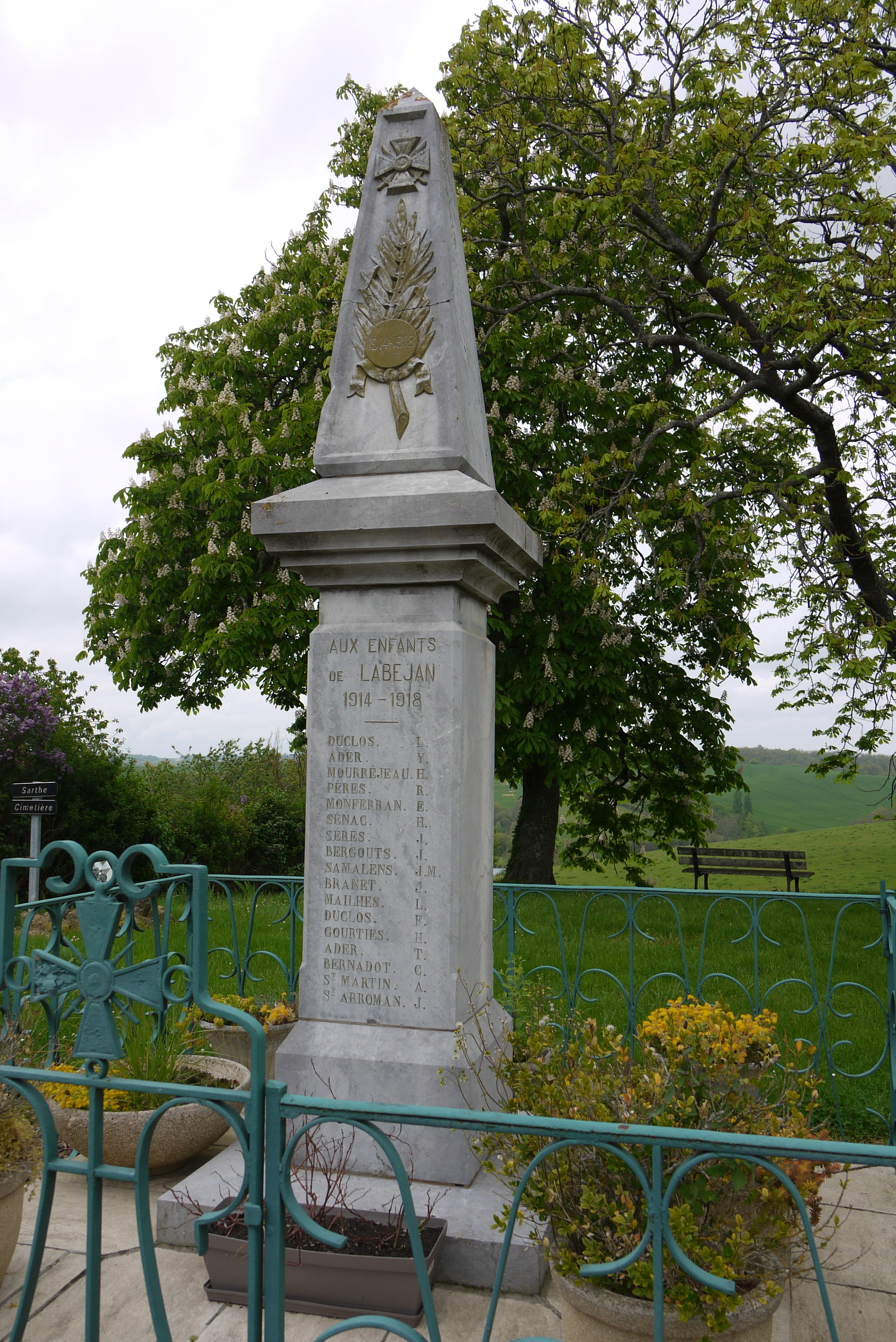
Le monument aux morts près du clocher.
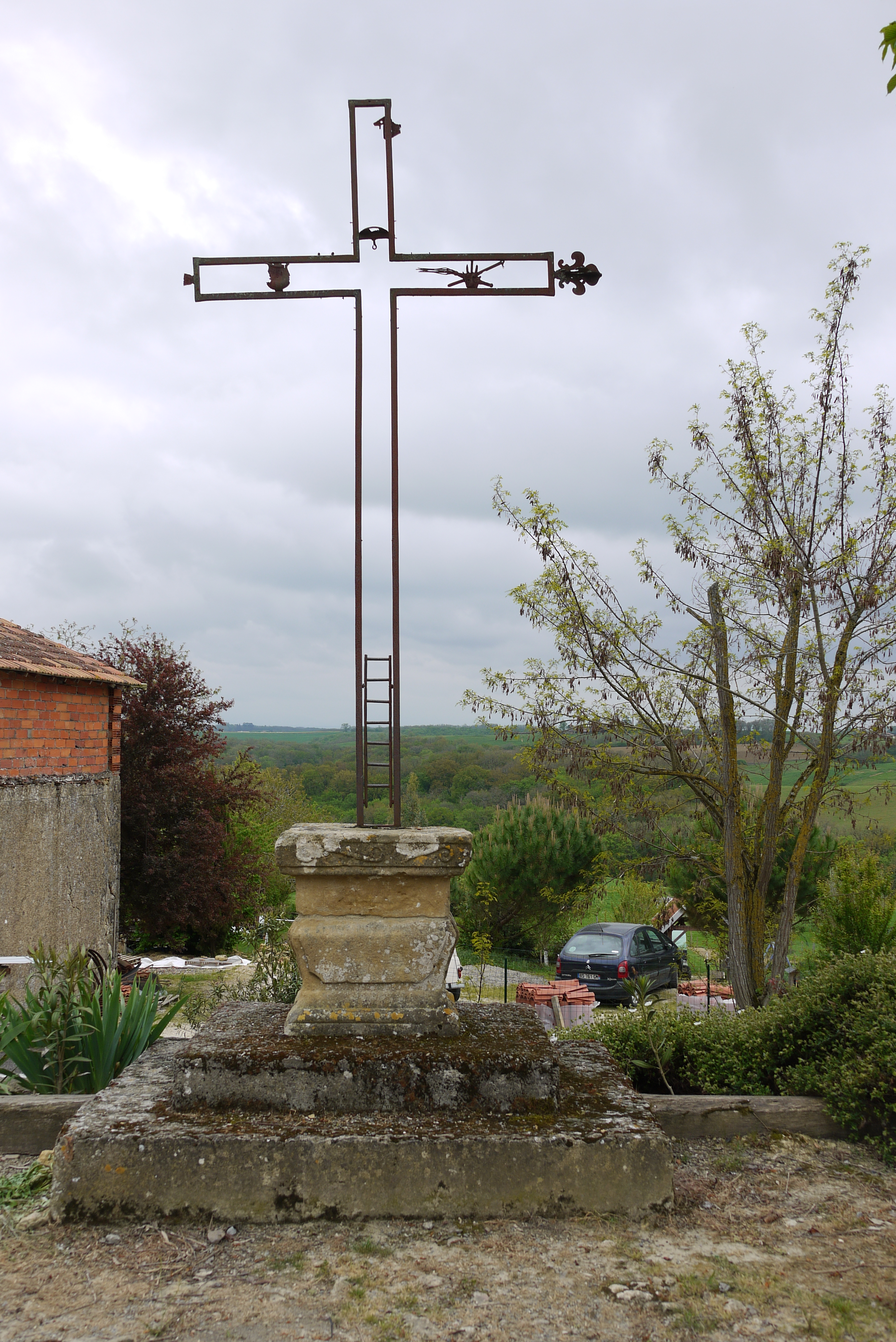
La croix de la Passion en face de l'église.